# Biobessoides albomaculatus
Biobessoides albomaculatus är en skalbaggsart som först beskrevs av Stefan von Breuning 1938.  Biobessoides albomaculatus ingår i släktet Biobessoides och familjen långhorningar.
Artens utbredningsområde är:
- Angola.
- Botswana.

Inga underarter finns listade.